# نيابولي (كوزاني)
نيابولي (Νεάπολη) هي مدينة في كوزاني في مقاطعة فوريا إلادا في اليونان.